# 1822年2月21日日食
1822年2月21日日食为一次在协调世界时1822年2月21日（俄罗斯极东部地区为2月22日）出現的日環食。該次日食食分為0.9996，食甚維持0分2秒。

## 概述
這次日食的食分是0.9996，環食維持0分2秒。

## 基本參數
- 類型：日環食
- 食甚資料：
  - 日期：1822年2月21日
  - 時間：19時40分40秒
  - 地點：29N 132W
  - 食分：0.9996
  - 日環食持續時間：0分2秒

## 外部連結
- NASA日食專頁（页面存档备份，存于）（英文）